# Wereldkampioenschap voetbal 2018 (Groep A) Uruguay - Rusland
Dit artikel gaat over de wedstrijd in de groepsfase in groep A tussen Uruguay en Rusland die gespeeld werd op maandag 25 juni 2018 tijdens het wereldkampioenschap voetbal 2018. Het duel was de 33e wedstrijd van het toernooi.

## Voorafgaand aan de wedstrijd
- Uruguay stond bij aanvang van het toernooi op de veertiende plaats van de FIFA-wereldranglijst.[1]
- Rusland stond bij aanvang van het toernooi op de zeventigste plaats van de FIFA-wereldranglijst.[2]
- De confrontatie tussen de nationale elftallen van Uruguay en Ruslandvond acht maal eerder plaats.[3]
- Het duel vond plaats in het Cosmos Arena in Samara. Dit stadion werd in 2018 geopend en heeft een capaciteit van 44.918.

## Wedstrijdgegevens[4]
| Datum                | 25 juni 2018                                                                               | 25 juni 2018                                                                               |
| Wedstrijdnummer      | 33                                                                                         | 33                                                                                         |
| Stadion              | Cosmos Arena, Samara                                                                       | Cosmos Arena, Samara                                                                       |
| Toeschouwers         | 41.970                                                                                     | 41.970                                                                                     |
| Scheidsrechter       | Malang Diedhiou                                                                            | Malang Diedhiou                                                                            |
| Assistenten          | Djibril Camara El Hadji Samba                                                              | Djibril Camara El Hadji Samba                                                              |
| Vierde official      | Bamlak Tessema                                                                             | Bamlak Tessema                                                                             |
| Videoscheidsrechters | Clément Turpin Pawel Gil (assistent) Cyril Gringore (assistent) Daniele Orsato (assistent) | Clément Turpin Pawel Gil (assistent) Cyril Gringore (assistent) Daniele Orsato (assistent) |
| Man van de wedstrijd | Luis Suárez                                                                                | Luis Suárez                                                                                |
|                      | Uruguay                                                                                    | Rusland                                                                                    |
| Doelpunten           | 3                                                                                          | 0                                                                                          |
| Gele kaarten         | 1                                                                                          | 1                                                                                          |
| Rode kaarten         | 0                                                                                          | 1                                                                                          |
| Wissels              | 3                                                                                          | 3                                                                                          |
| Schoten op doel      | 7                                                                                          | 1                                                                                          |
| Schoten naast doel   | 10                                                                                         | 2                                                                                          |
| Overtredingen        | 17                                                                                         | 18                                                                                         |
| Hoekschoppen         | 4                                                                                          | 2                                                                                          |
| Buitenspel           | 0                                                                                          | 2                                                                                          |
| Vrije trappen        | 20                                                                                         | 17                                                                                         |
| Balbezit (%)         | 56                                                                                         | 44                                                                                         |

| Uruguay | 3 – 0        | Rusland |
| Luis Suárez 10' Denis Tsjerysjev 23' (e.d.) Edinson Cavani 90' | goals        | |
| Oscar Tabarez | bondscoach   | Stanislav Tsjertsjesov |
| Fernando Muslera Diego Godin Rodrigo Bentancur 63' Nahitan Nández 73' Luis Suárez Lucas Torreira Matias Vecino Diego Laxalt Sebastian Coates Edinson Cavani 93+3' Martin Caceres | opstellingen | Igor Akinfejev Ilja Koetepov Sergej Ignasjevitsj Denis Tsjerysjev 38' Joeri Gazinski 46' Roman Zobnin Fjodor Koedrjasjov Aleksej Mirantsjoek 60' Aleksandr Samedov Artjom Dzjoeba Igor Smolnikov |
| Giorgian De Arrascaeta 63' Cristian Rodriguez 73' Maximiliano Gomez 90+3' | wissels      | 38' Mario Fernandes 46' Daler Koezjajev 60' Fjodor Smolov |
| Rodrigo Bentancur 59' | gele kaarten | 9' Joeri Gazinski |
| | rode kaarten | 27', 36' Igor Smolnikov |